# Kristin Vinje

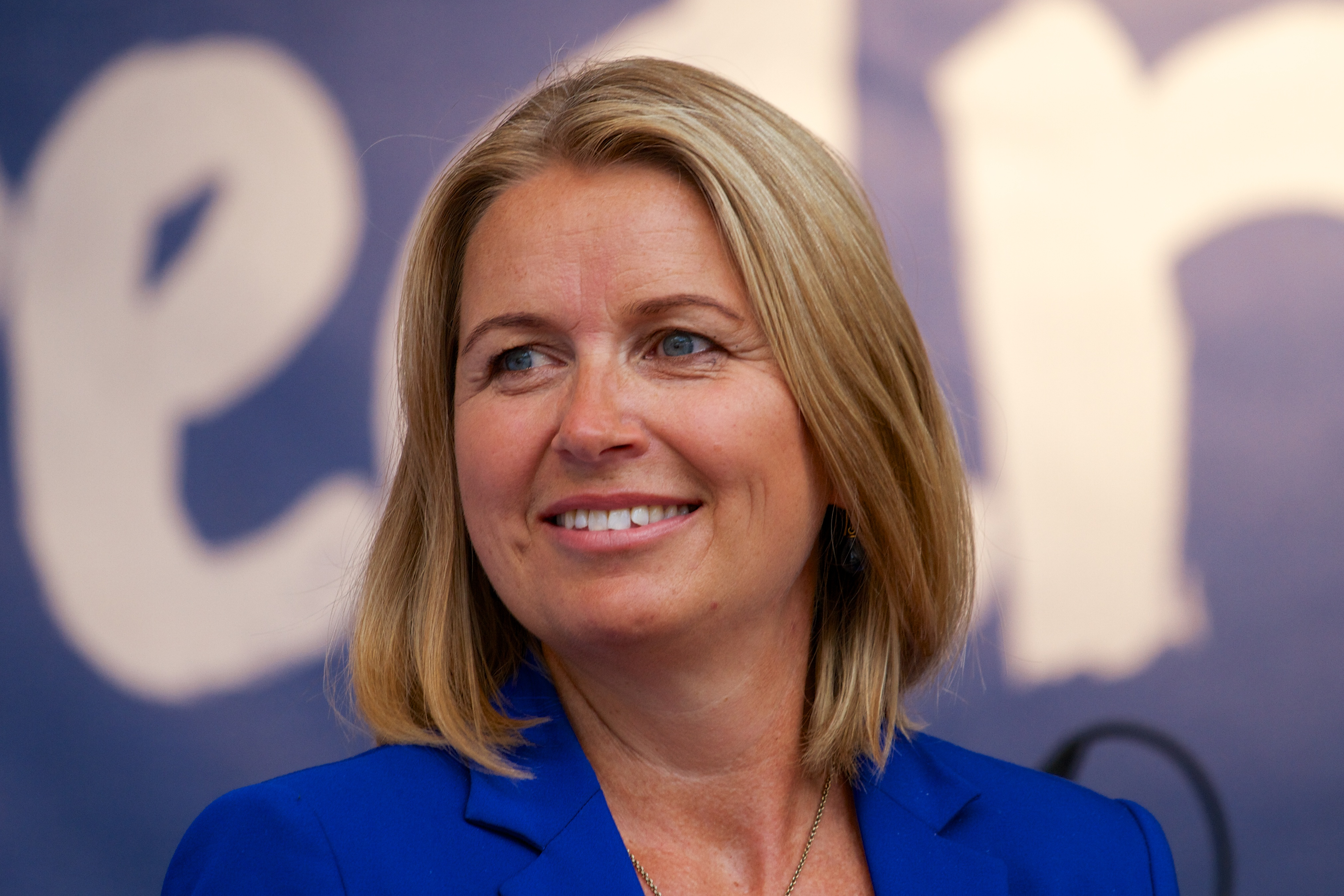
Kristin Vinje, 2013

Kristin Vinje (* 10. Juni 1963 in Oslo) ist eine norwegische Politikerin der konservativen Partei Høyre. Von 2009 bis 2013 war sie Finanzbyråd in Oslo, von 2013 bis 2017 war sie Abgeordnete im Storting.

## Leben
Vinje studierte von 1982 bis 1988 Chemie an der Universität Oslo. Anschließend war sie bis 1994 Doktorandin an der Universität Oslo und der Georgia Tech. Im Jahr 1994 promovierte sie in Oslo, danach war sie dort bis 1996 als Postdoc tätig. Vinje arbeitete zwischen 1996 und 2002 als Forscherin und Gruppenleiterin bei der norwegischen Forschungsorganisation SINTEF in der Abteilung für Materialtechnologie. Danach wurde sie Abteilungsleiterin im Nærings- og handelsdepartementet, dem damaligen Wirtschafts- und Handelsministerium. 2005 kehrte sie in die Forschung zurück und Vinje übernahm bis 2007 den Posten als stellvertretende Leiterin im Simula Research Laboratory. Anschließend wurde sie Leiterin der Simula School of Research and Innovation, dem Bildungsbereich der Forschungsorganisation.
In den Jahren 2007 bis 2015 war Vinje Stadträtin in Oslo. Dabei war sie zwischen 2009 und 2013 Teil der Osloer Stadtregierung, dem Byråd, wo sie die Zuständigkeit für den Bereich Finanzen hatte. Im Jahr 2012 wählte man Vinje zur stellvertretenden Vorsitzenden der Høyre-Partei in Oslo. Bei der Parlamentswahl 2013 zog Vinje erstmals in das norwegische Nationalparlament Storting ein. Dort vertrat sie den Wahlkreis Oslo und wurde Mitglied im Kirchen-, Bildungs- und Forschungsausschuss. Vor der Wahl 2017 verlor sie in einer Kampfabstimmung um den vierten Platz der Osloer Parteiliste gegen Heidi Nordby Lunde und sie zog sich schließlich ganz von einer Nominierung zurück. Vinje schied folglich im Herbst 2017 aus dem Storting aus.
Nach ihrer Zeit im Parlament wurde sie Vizedekanin der mathematisch-naturwissenschaftlichen Fakultät an der Universität Oslo. Im Juni 2020 wurde bekannt, dass Vinje am 1. September 2020 die Leitung von NOKUT, einer dem Bildungsministerium unterstellten Behörde übernehmen werde.
Kristin Vinje ist mit dem Geophysiker und ehemaligen Ruderer Vetle Vinje verheiratet.